# Lhok Kareung
Lhok Kareung is een bestuurslaag in het regentschap Aceh Utara van de provincie Atjeh, Indonesië. Lhok Kareung telt 377 inwoners (volkstelling 2010).